# Polyrhachis salomo
Polyrhachis salomo är en myrart som beskrevs av Auguste-Henri Forel 1910. Polyrhachis salomo ingår i släktet Polyrhachis och familjen myror.

## Underarter
Arten delas in i följande underarter:
- P. s. hiram
- P. s. salomo